# Men (kendo)

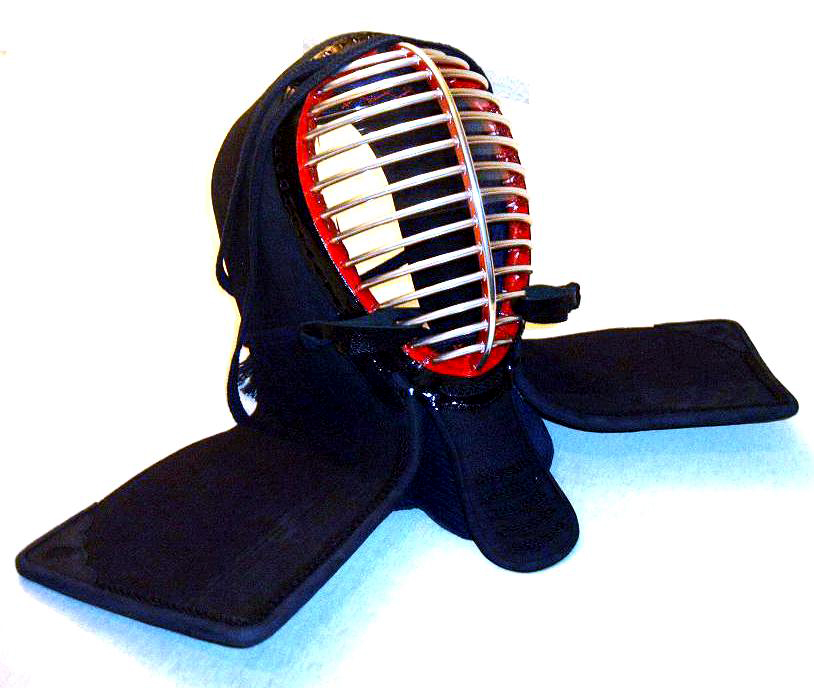
Men.

El men (面?) es uno de los cinco golpes en kendo (junto con tsuki, dō, hidari kote y migi kote). 
Es un largo golpe de tajo que cae por el centro de la línea vertical de la cabeza con la intención de cortar el cráneo del adversario desde arriba hasta la barbilla. El men también designa el movimiento, la zona objetivo y la parte de la armadura que cubre toda la cabeza en el kendo. El kiai (grito-energía) para este golpe, al igual que para todos los demás en kendo, es el nombre de la zona objetivo. 
El men se ejecuta como un corte vertical. La técnica básica es elevar el shinai unos cuarenta y cinco grados por encima de la cabeza, con la mano izquierda exactamente a un puño de distancia de la frente y por encima de los ojos. Desde esta posición se le da impulso a la espada con la mano izquierda. En el punto en el que el shinai golpea al oponente, el brazo derecho debe estar paralelo al suelo y a la altura del hombro. Los hombros deben estar relajados. En el momento del golpe, las dos manos se deben flexionar hacia el interior en un movimiento denominado shibori, verbo japonés utilizado para escurrir la ropa. Esta flexión sólo debe ser mantenida por un instante y sirve para hacer el golpe limpio y rápido.
El golpe de sa-yu men y el de hidari (derecha) men y migi (izquierda) men, son variantes de este golpe y se ejecutan girando la espada en el momento del golpe quince grados sobre el eje central a derecha e izquierda respectivamente. Este golpe se realiza con solo una sutil variación sobre la base técnica del men. La punta es dirigida hacia la izquierda o derecha pero vuelve a subir por el eje central de forma totalmente vertical y sin ninguna inclinación. 
El men es el golpe básico más practicado en kendo y es especialmente efectivo para los kenshi de más altura.
- Datos: Q444269